# Mary O'Brien (4e comtesse d'Orkney)
Mary O'Brien, 4e comtesse d'Orkney (4 septembre 1755 – 30 décembre 1831) est une pair écossaise, la seule enfant survivante de Murrough O'Brien (1er marquis de Thomond) et Mary O'Brien, 3e comtesse d'Orkney.
Elle est mariée à Thomas Fitzmaurice, frère cadet de William Petty FitzMaurice, le 21 décembre 1777. Leur fils, né en 1778, est John FitzMaurice (vicomte Kirkwall) (père de Thomas FitzMaurice (5e comte d'Orkney)). Elle succède à sa mère le 10 mai 1791. Son mari meurt en 1793, alors que la comtesse conserve Cliveden, le siège familial des comtes d'Orkney, qui appartient maintenant au National Trust.